# برنامج الشعلة
برنامج الشعلة (بالإنجليزية:Ignite) هو مقدم للشباب الموهوبين والمتفوقين في جنوب أستراليا، تأسس عام 1997، كان معروف سابقًا باسم (الطلاب أصحاب الإمكانيات الفكرية العالية) SHIP (Students with High Intellectual Potential). ويتم إدارته من قبل وزارة التعليم وخدمات الأطفال بجنوب أستراليا.

## طريقة عمل البرنامج
في بداية السنة الدراسية في جنوب أستراليا (شهر يناير) تعلن وزارة التعليم للمتقدمين في العام السادس أو السابع ليأخذو دورهم في البرنامج العام القادم. يدفع المتقدمون مبلغ 100 دولار ويقومون بتأدية امتحان مكون من مهارات القراءة، مهارات الكتابة، الرياضيات بالإضافة إلى امتحان التفكير التجريدي. ثم يصنف الطلاب وفقًا لأدائهم ويتم تحديد المجموع. يصمم الامتحان من قبل (المجلس الأسترالي للبحث العلمي).
في وقت لاحق من العام يتم اختيار أفضل الطلاب الذين قاموا بأداء الاختبارات ومن ثم يتم مقابلتهم من قبل موظفوا لجنة (Ignite) من المدرسة. ثم يتم توزيع المتقدمين وفقًا لإقامتهم إلى المدارس الثلاث المشاركة. إما مدرسة أبيرفويل بارك الثانوية، أو مدرسة جلينيونجا الثانوية أو مدرسة هايتس الثانوية.
في السنة التالية يبدأ المشاركون في إحدى هذه المدارس ويكملون الصف الثامن ثم يتبعونه بالصف العاشر (فيتخطون الصف التاسع).

## البرامج
ومثلما يوجد ال Ignite المسرع، هناك أيضًا co-Ignite، والذي يشبه نظام الIgnite المسرع ولكن بعدم تخطي الصف التاسع.

## وصلات خارجية
- Official Ignite Website
- The Heights School نسخة محفوظة 18 يوليو 2008 على موقع واي باك مشين.
- Glenunga International High School
- Aberfoyle Park High School